# 上塞多夫巴赫河
47°28′57″N 8°45′59″E / 47.4824119°N 8.7664511°E

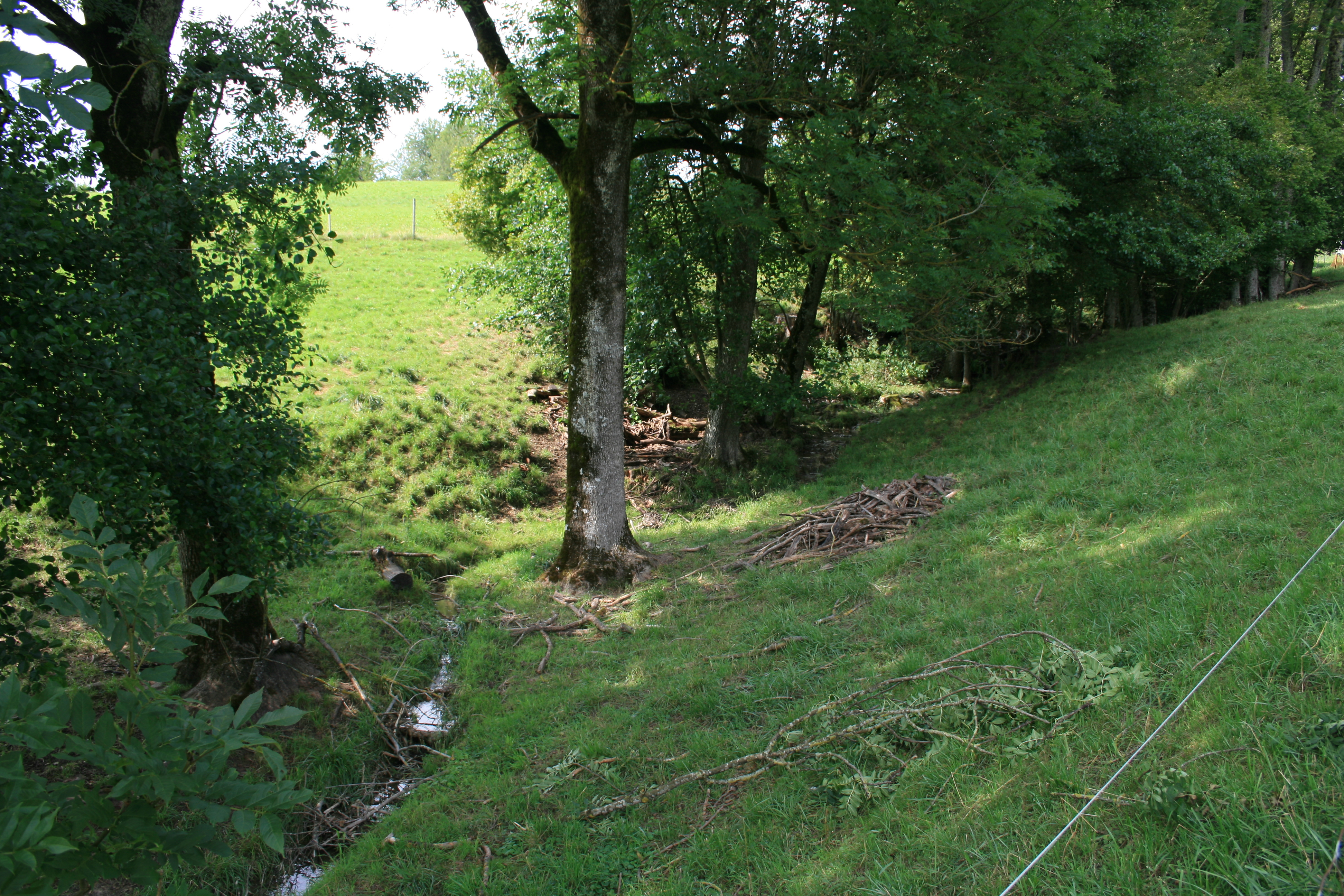

上塞多夫巴赫河是瑞士的河流，位於該國北部，流經蘇黎世州，屬於馬滕巴赫河的右支流，河道全長1.7公里，河畔城鎮有溫特圖爾。